# نیتروفورانتوئین
نیتروفورانتوئین (به انگلیسی: NITROFURANTOIN)
رده درمانی: داروهای ضدباکتری .
اشکال دارویی: قرص

## موارد مصرف
درمان عفونتهای دستگاه ادراری، پروفیلاکسی عفونت‌های ادراری.

## مکانیسم اثر
مکانیسم اثر این دارو در از بین بردن میکروبها پیچیده و منحصربه‌فرد است. این دارو اصولاً با آسیب به DNA باکتری عمل می‌کند. نیتروفورانتوئین به سرعت در داخل باکتری احیا می‌شود و فرم احیا شده آن بسیار فعال است.

## عوارض جانبی
عفونت ریه‌ها (درد قفسه سینه، تب، لرز، سرفه، مشکل در تنفس)؛ خارش؛ بثورات جلدی، یا دردهای مفصلی؛ سرگیجه، خواب‌آلودگی، خستگی، یا سردرد؛ گلودرد و تب؛ یا بی‌حسی یا گزگز صورت یا دهان.
- هپاتیت خودایمنی در اثر شباهت آنتی‌ژنی این دارو با آنتی‌ژن‌های خودی ، برانگیخته میشود.

آنمی همولیتیک در اطفال
متاسفانه در ایران در حال حاضر بیشتر سویه های شایع به‌ این آنتی بیوتیک مقاوم هستند.